# Ourisia alpina
Ourisia alpina es una especie de planta con flores de la familia Plantaginaceae que es endémica de los hábitats montañosos de los Andes del sur de Chile y Argentina. Eduard Poeppig y Stephan Endlicher describieron O. alpina en 1835. Las plantas de esta especie son hierbas perennes, con en una roseta basal y hojas crenadas en su mayoría sin pelos. Cada racimo largo y erecto puede tener hasta 20 flores, y cada flor tiene un cáliz regular y una corola larga, bilabiada, en forma de embudo tubular, de color rosa claro, rosa oscuro o púrpura, con estambres incluidos. El cáliz y la corola suelen ser glabras o con algunos pelos glandulares en el exterior.

## Descripción

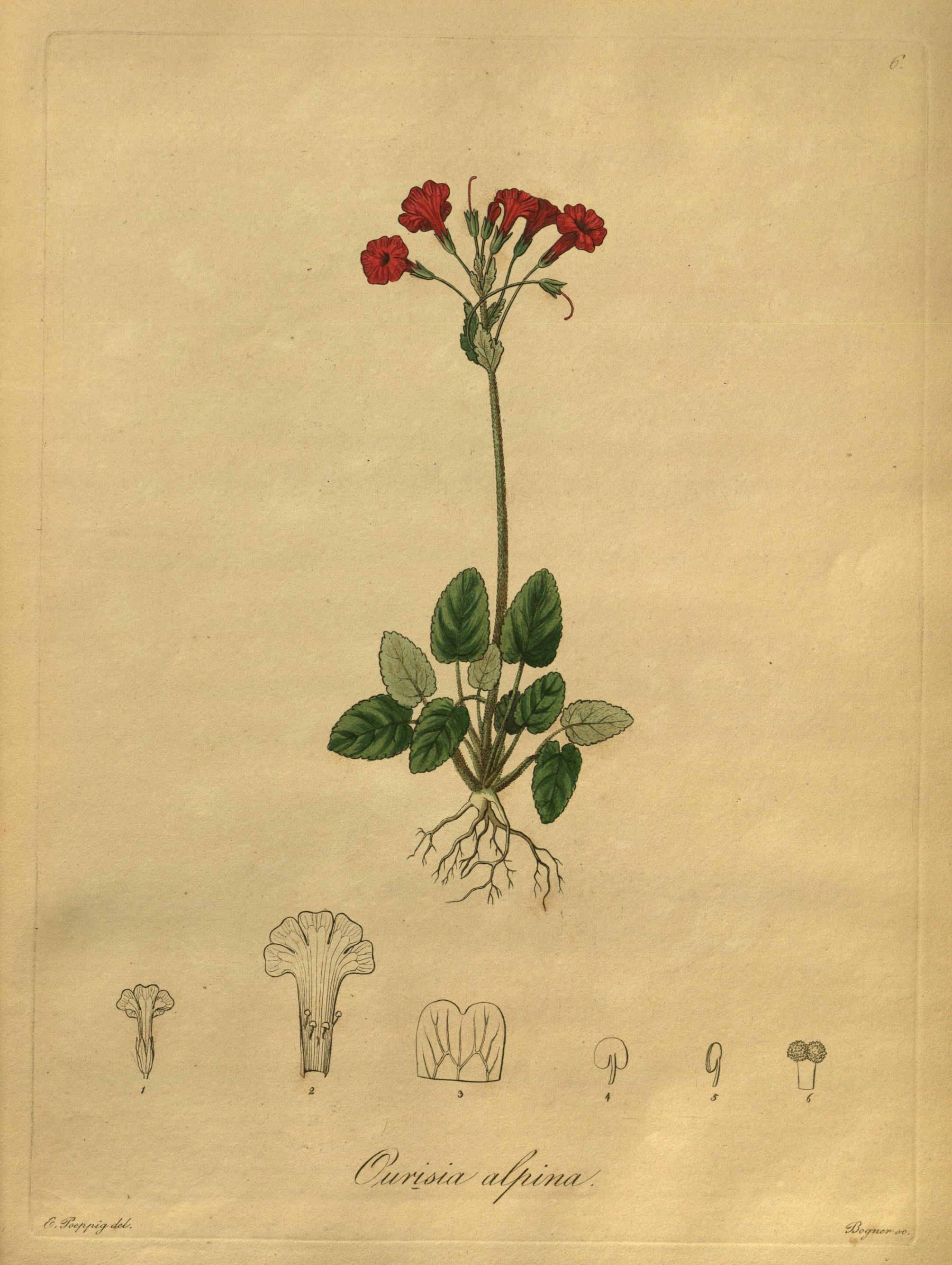
Ilustración botánica de Ourisia alpina que acompañaba la descripción original de 1835

Las plantas de Ourisia alpina son hierbas perennes, erectas y con forma de roseta basal. Los tallos cortos miden entre 1,0 y 8,7 mm de ancho y son glabros (sin pelos) o a veces peludos, con pelos largos no glandulares. Las hojas están agrupadas estrechamente en una subroseta o roseta basal, pecioladas, de 9,1 a 27,4 mm de largo y de 6,0 a 23,8 mm de ancho (relación largo:ancho 1,1–1,6:1). Los pecíolos de las hojas miden entre 3,5 y 74,6 mm de largo y son densamente pilosos, con pelos largos no glandulares. Las láminas de las hojas son ovadas, ampliamente ovadas o muy ampliamente ovadas, más anchas debajo de la mitad, con un ápice redondeado, una base cuneada o truncada y bordes crenados o doblemente crenados. Ambas superficies de las hojas son en su mayoría glabras, pero la parte inferior tiene pequeños pelos glandularers y sesiles y además está escasamente a densamente pilosa, con pelos largos, no glandulares, sólo en las nervaduras de las hojas. Las inflorescencias son erectas, con racimos peludos de hasta 24,5 cm de largo, con 1-6 nudos florales y hasta 20 flores en total por racimo. Cada nodo floral tiene de 1 a 4 flores y de 2 a 4 brácteas sésiles que son estrechamente ovadas, ovadas, ampliamente ovadas u obovadas. Las brácteas son similares a las hojas pero más pequeñas, de 3,7 a 12,6 mm de largo y 1,7 a 9,2 mm de ancho y sésiles. Las flores nacen en un pedúnculo de hasta 26,0 mm de largo y que es escasamente piloso con pelos glandulares cortos. El cáliz mide entre 4,3 y 7,3 mm de largo, y es regular, con los 5 lóbulos igualmente divididos hasta la base del cáliz, glabro o a veces peludo con pelos glandulares en el exterior del cáliz. La corola mide entre 14,2 y 16,0 mm de largo (incluyendo el tubo de la corola que mide entre 6,0 a 11,0 mm) y es recto, bilabiado, tubular o en forma de embudo, de color rosa, púrpura claro o raramente blanco, con estrías oscuras, y glabro o raramente piloso con pelos glandulares diminutos y sésiles en el exterior y glabro en el interior. Los lóbulos de la corola miden entre 3,0 y 7,0 mm de largo, y son extendidos, obcordados y profundamente emarginados. Hay 4 estambres que son didínamos, con dos estambres largos que están incluidos dentro del tubo de la corola y dos estambres cortos que también están incluidos dentro del tubo de la corola . El estilo mide entre 5,5 y 8,6 mm de largo, incluye o alcanza la apertura del tubo de la corola, con un estigma emarginado o capitado. El ovario mide entre 1,5 y 3,3 mm de largo. Los frutos son cápsulas con dehiscencia loculicida. Se desconoce el número de semillas en cada cápsula, pero las semillas miden entre 0,6 y 0,9 mm de largo y aproximadamente 0,4 mm de ancho, y son elípticas, con una cubierta reticulada (parecida a una red) de dos capas con retículos primarios gruesos, lisos y poco profundos y retículos secundarios regulares. 
Ourisia alpina florece de noviembre a mayo y fructifica de diciembre a marzo. 
Se desconoce el número de cromosomas de Ourisia alpina. 

## Distribución y hábitat
Ourisia alpina es originaria de las montañas de los Andes de Chile y Argentina desde aproximadamente los 34°S a los 42°S de latitud. En Chile se encuentra esta planta en las regiones del Maule, Ñuble, Biobío, Araucanía, Los Ríos y Los Lagos, y en Argentina se encuentra en las provincias de Mendoza, Neuquén y Río Negro. Es relativamente común desde 1000 a 2700 m sobre el nivel del mar en hábitats rocosos y húmedos por encima de la línea de árboles. 

## Taxonomía
Ourisia alpina pertenece a la familia de plantas Plantaginaceae.  El botánico alemán Eduard Poeppig y el botánico austríaco Stephan Endlicher describieron O. alpina en 1835 en su libro Nova genera ac Species Plantarum.  
El material tipo fue recolectado en la Región del Biobío chileno en el Pico de Pilque.   El lectotipo fue designado por Heidi Meudt y se encuentra, junto con dos isolectotipos, en el Museo de Historia Natural de Viena (herbario W)  Hay isolectotipos adicionales en el Museo Field (herbario F) y en el Conservatorio y Jardín Botánico de la Ciudad de Ginebra (herbario G), entre otros.  
Ourisia alpina es una de las diez especies de Ourisia en los Andes del sur de Chile y Argentina, junto con Ourisia breviflora, O. coccinea, O. fragrans, O. fuegiana, O. pygmaea, O. ruellioides, O. microphylla, O. polyantha y O. serpyllifolia.  O. alpina y las primeras seis especies enumeradas anteriormente pertenecen al subgénero herbáceo Ourisia, mientras que O. microphylla, O. polyantha y O. serpyllifolia son las únicas tres especies del subgénero sufruticoso Suffruticosa. 
La especie más parecida a Ourisia alpina es O. coccinea. Las dos especies tienen corolas fuertemente bilabiadas con líneas oscuras, una roseta basal y hojas regularmente crenadas.  Ourisia alpina se puede distinguir de O. coccinea por sus corolas rosadas más pequeñas que miden entre 1,1 y 2,2 cm de largo (en comparación con las corolas rojas más largas que miden más de 2,7 cm de largo en O. coccinea) y los lóbulos de la corola extendidos (en comparación con los que no están extendidos en O. coccinea). El color de la corola de plantas de O. alpina puede variar bastante. Hay corolas de color blanco, rosa pálido, rosa morado, o rosa oscuro, y además pueden estar presentes en las corolas líneas, manchas, venas o estrías de color rosa o morado.   
Esta variación en el color de la corola ha llevado a la denominación de otros taxones ahora considerados sinónimos de Ourisia alpina. Entre ellas, incluye la especie O. pallens que fue descrita por Poeppig y Endlicher en la misma publicación que O. alpina en 1835   y O. rosea descrita por el botánico germano-chileno Rodolfo Amando Philippi en 1858. Philippi también describió más tarde O. alpina var. glabra en 1862  y O. rancoana en 1864 ,  las dos ahora también consideradas como sinónimos de O. alpina. 

## Filogenia
Se incluyó un individuo de O. alpina en unos análisis filogenéticos de todas las especies del género Ourisia, utilizando marcadores de secuenciación de ADN estándar (dos marcadores de ADN ribosómico nuclear y dos regiones de ADN de cloroplasto ) y datos morfológicos.  En esos análisis, Ourisia alpina siempre se formaba parte del clado de especies herbáceas andinas con un alto apoyo estadísitco y también siempre era la especie hermana de O. coccinea con un alto apoyo estadístico.  

## Galería de imágenes

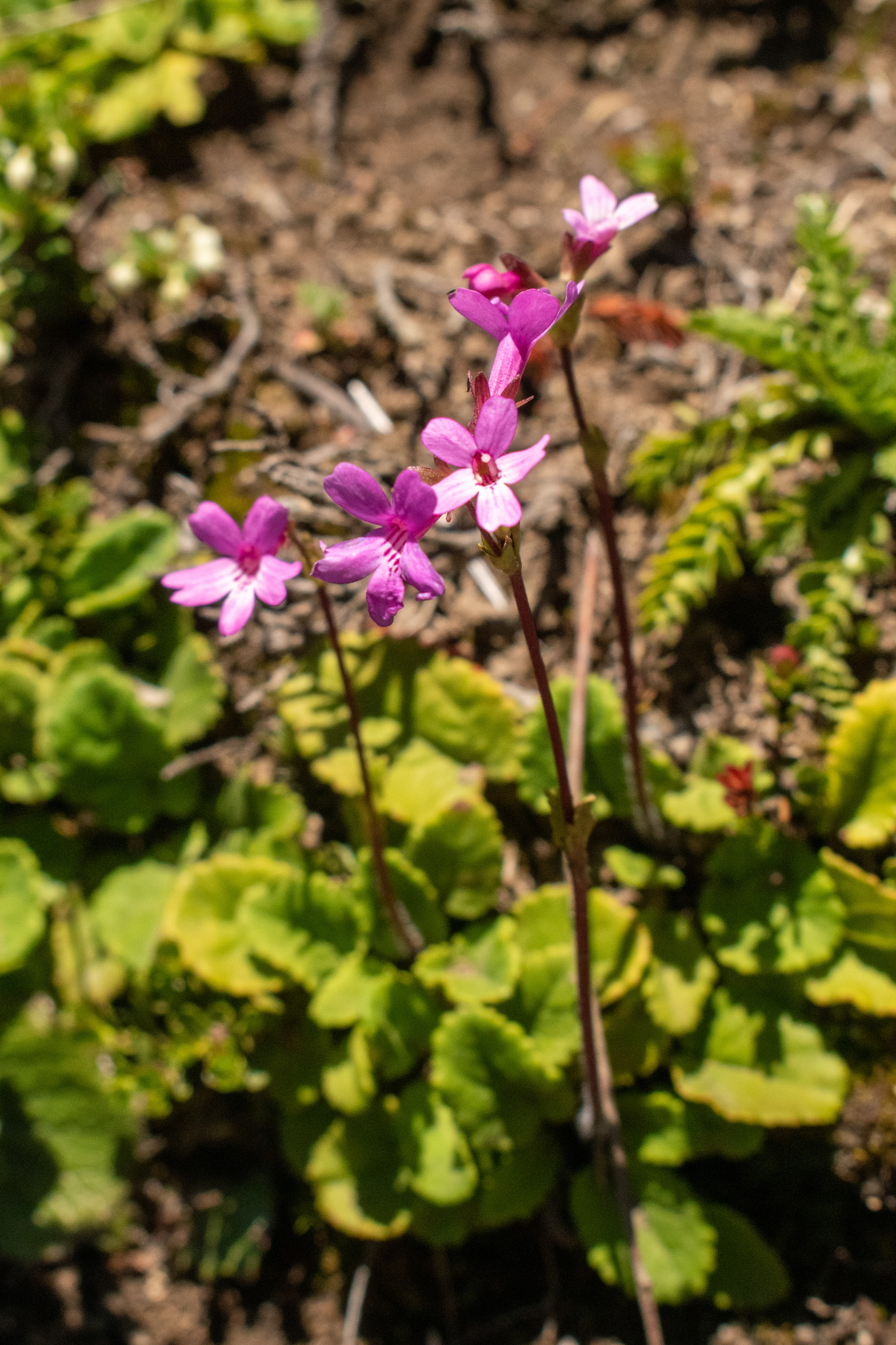
Hábito
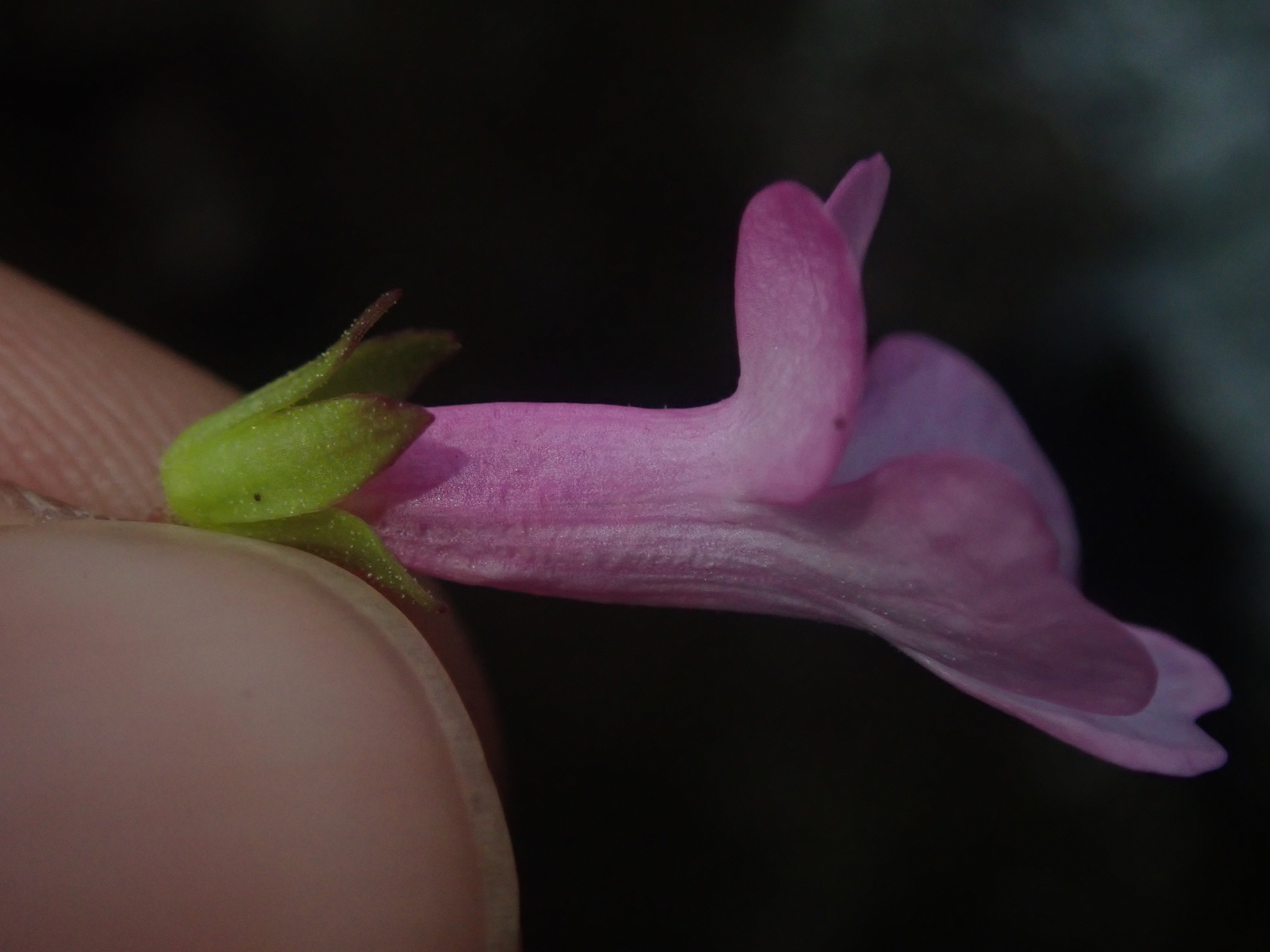
Vista lateral de la corola y el cáliz
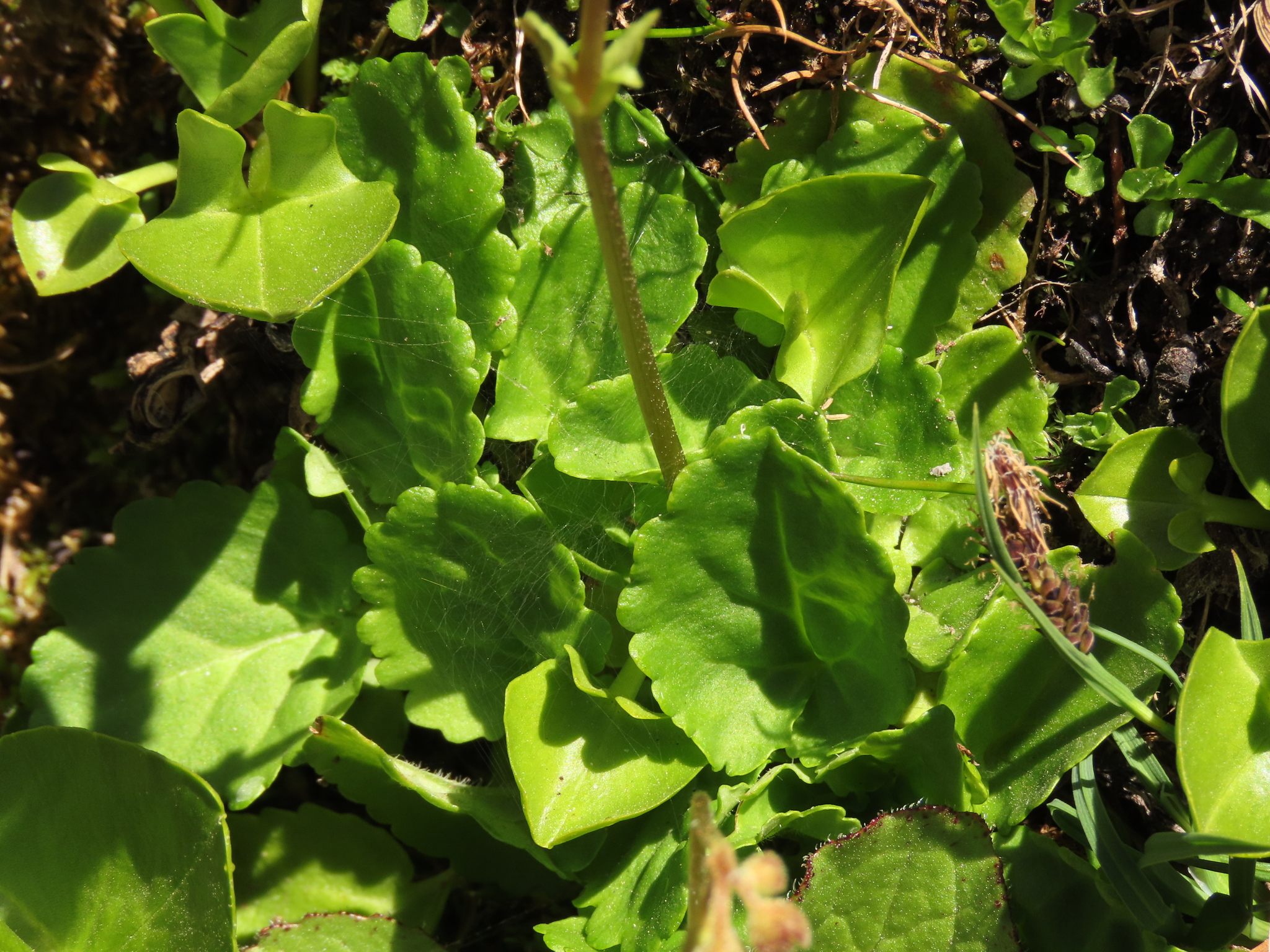
Hojas de la roseta basal
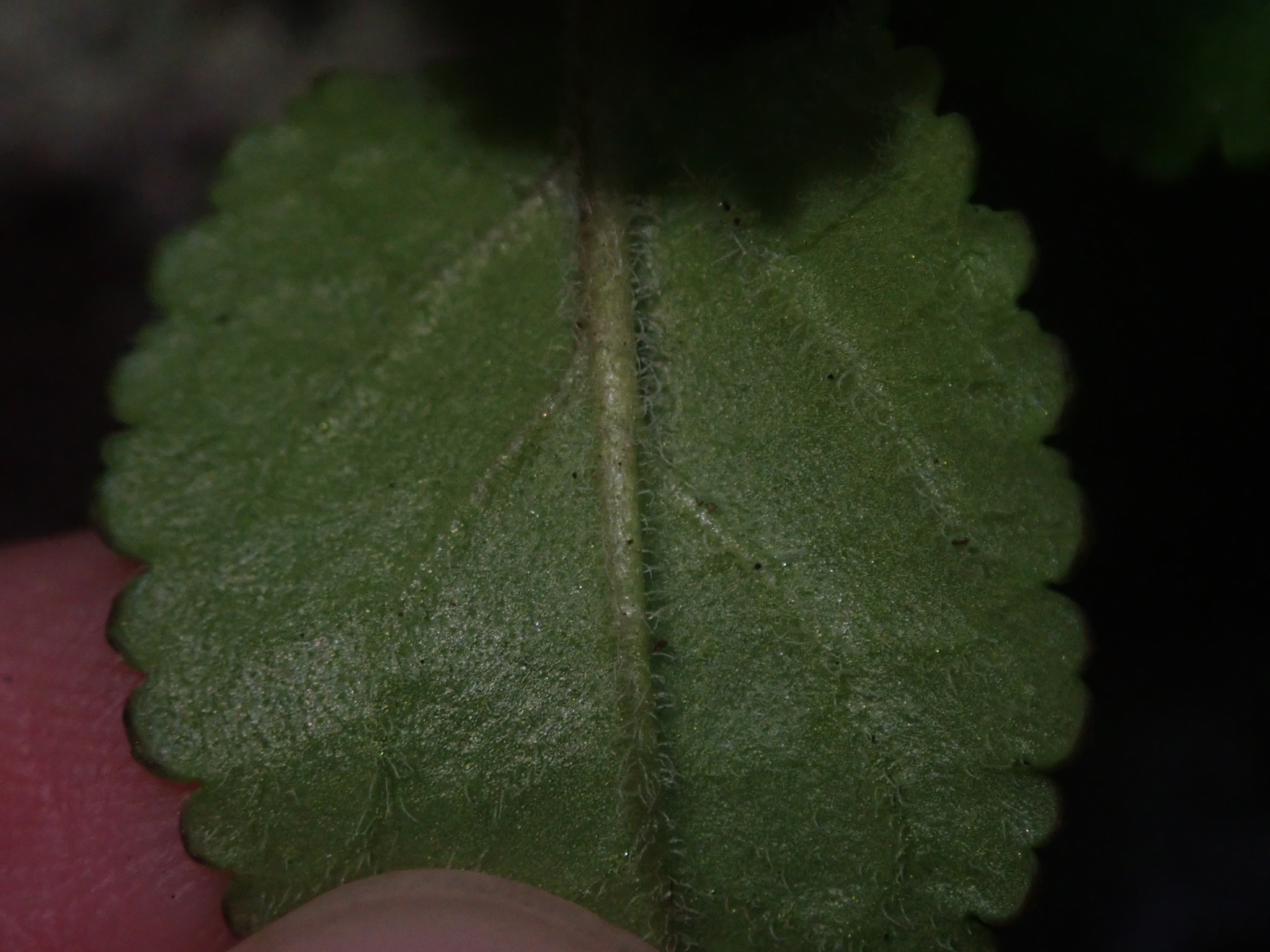
La parte inferior de la hoja, de cerca
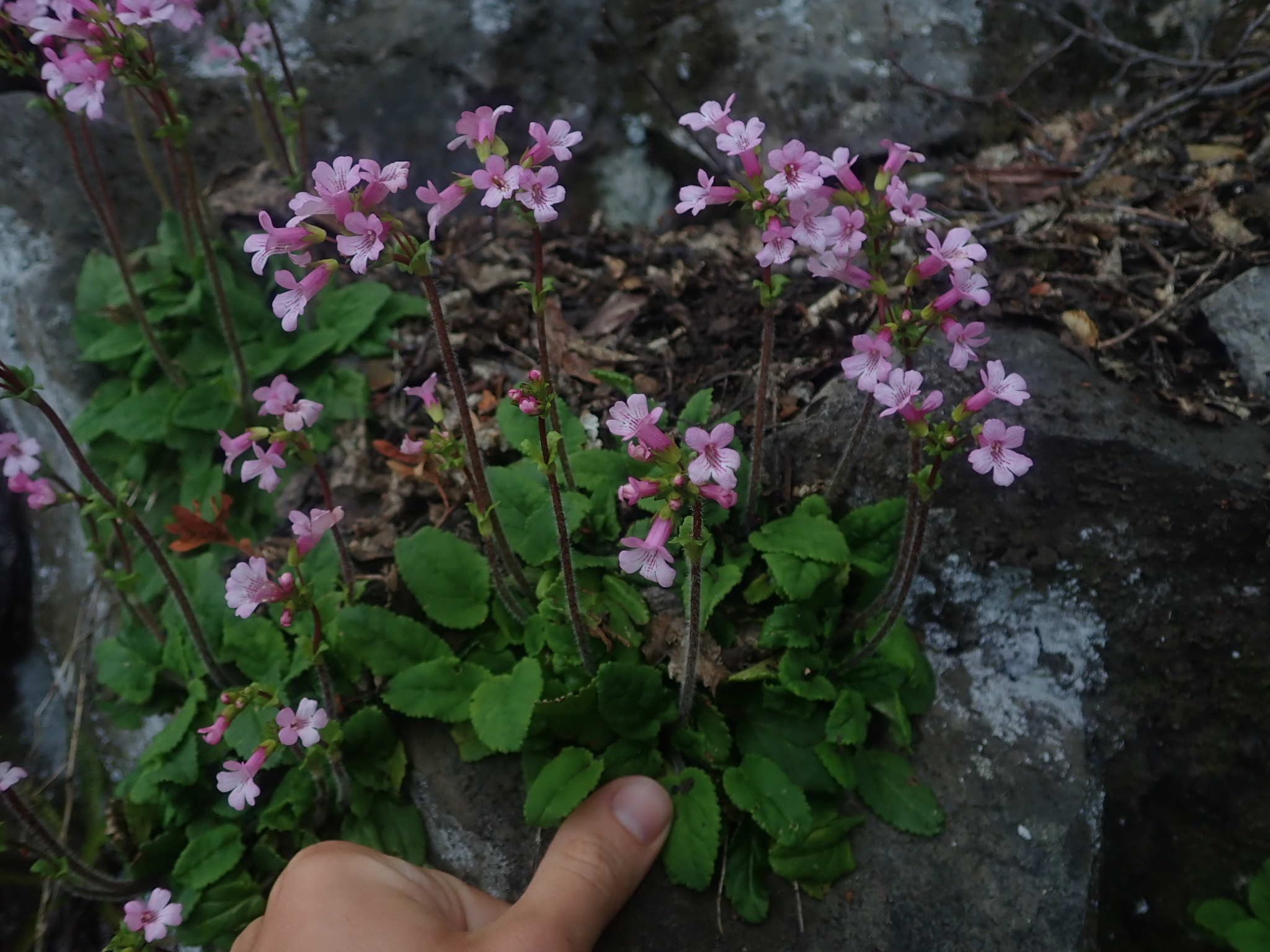
Hábito